# International Ocean Institute
Das International Ocean Institute ist eine Non-Profit-Organisation mit dem Auftrag, die Nachhaltige Entwicklung, das Management und den Schutz der Ozeane der Welt zu fördern.

## Geschichte
Das Institut wurde 1972 von der Meeresschützerin Elisabeth Mann-Borgese gegründet und setzte sich für ein verbindliches Abkommen im Rahmen der UN für ein weltweit gültiges Seerecht ein. Mann-Borgese focht für ihr Konzept Pacem in Maribus-Frieden der Weltmeere (PIM). Das Institut trug maßgeblich zur Erstellung der UN-Seerechtskonvention in dem Verhandlungsprozess von 1974 bis 1982 bei.

## Aktivitäten
Das IOI hat mittlerweile 25 Zentren weltweit, die i. d. R. an Universitäten angeschlossen sind. Dort bietet das Institut Trainingsprogramme in Internationalem Seerecht und Programme in Forschung und Technik im marinen Bereich an. An der University of the South Pacific auf Fidschi entwickelte das IOI zusammen mit der Universität einen Studiengang, in dem der Umgang mit Meeresschutzgebieten vermittelt wird.